# NO MAGIC TOUR 2019 at 大阪城ホール
『NO MAGIC TOUR 2019 at 大阪城ホール』は、back number3作目のライブDVD及び、Blu-ray。2020年3月25日にユニバーサルシグマから発売された。

## 解説
- 6枚目のアルバム『MAGIC』を引っ提げて開催された全国アリーナツアー。本作は、2019年8月24日の大阪城ホールにおいて行われた「NO MAGIC TOUR 2019」のライブ映像を収録。
- 初回盤は、「NO MAGIC TOUR 2019」密着ドキュメント映像収録、ボックスケース収納仕様、52Pフォトブック封入。
- 本リリースの前日の24日には、収録公演の模様を全国15都市の映画館において、1夜限りのプレミアム上映会を行われる予定でいたが、新型コロナウイルスの感染拡大の影響を受け、急遽中止となった[2]。また、3月19日から25日にかけて、東京・新宿ユニカビジョンにおいて、本収録曲から5曲がノーカットで放映された[3]。

## 収録曲
本編
1. 大不正解
2. ARTIST
3. MOTTO
4. 〈MC〉
5. 泡と羊
6. サマーワンダーランド
7. オールドファッション
8. 雨と僕の話
9. 思い出せなくなるその日まで
10. 〈MC〉
11. ロンリネス
12. エキシビジョンデスマッチ
13. 003
14. SISTER
15. 〈VTR〉
16. monaural fantasy
17. あかるいよるに
18. 日曜日
19. 〈MC〉
20. 電車の窓から
21. HAPPY BIRTHDAY
22. 瞬き
23. 〈MC〉
24. 最深部
25. 高嶺の花子さん
26. スーパースターになったら

アンコール
1. ハッピーエンド
2. 手紙

## 初回特典収録内容
- 「NO MAGIC TOUR 2019」全公演密着ドキュメンタリーメイキング映像
- ボックスケース収納仕様
- 52Pフォトブック